# Чебыкинская Слободка
Чебыкинская Слободка — деревня в Красноборском районе Архангельской области. Входит в состав Телеговского сельского поселения.

## География
Находится в юго-восточной части Архангельской области на расстоянии приблизительно 6 км на юг-юго-восток по прямой от административного центра района Красноборск на левобережье реки Северная Двина на правом берегу речки Евда.

## История
В 1859 году здесь (деревня Сольвычегодского уезда Вологодской губернии) было учтено 3 двора.

## Население
Численность населения: 16 человек (1859 год), 10 (русские 100 %) в 2002 году, 11 в 2010.